# 庐山天主堂
29°33′59″N 115°58′18″E / 29.56639°N 115.97167°E
天主教庐山圣母升天堂，简称庐山天主堂，位于中国江西省九江市庐山香山路273号，于1986年被列为九江市文物保护单位。
庐山天主堂建于1908年，据说是法国天主教“江西北境六府主教”樊体爱修建的，另有一说教堂建于1894年。
整幢建筑依山而建，坐北朝南，建筑平面呈长方形，宽9米，长18米，高约16米。墙体与大多数庐山别墅一样，由毛石砌成，水泥勾缝。正门前有一平台，台阶由两侧通往地面，平台下方有一小门，内为地下室。大门上方为狭长的玻璃窗户。屋顶竖立着一个十字架。